# Omar al-Bashir
Omar Hasan Ahmad al-Bashir (tiếng Ả Rập: عمر حسن احمد البشير, sinh ngày 1 tháng 1 năm 1944) lên nắm quyền sau một cuộc đảo chính của quân đội 1989, và từ 1993 đến năm 2019 là tổng thống của Sudan. Ông là người từng là Tổng thống Sudan thứ bảy từ năm 1989 đến 2019 và là người đứng đầu Đảng Quốc hội. Ông lên nắm quyền vào năm 1989 khi, với tư cách là lữ đoàn trưởng trong Quân đội Sudan, ông đã lãnh đạo một nhóm sĩ quan trong một đảo chính quân sự lật đổ cuộc bầu cử dân chủ chính phủ của thủ tướng Sadiq al-Mahdi sau khi bắt đầu đàm phán với phiến quân ở miền nam. Kể từ đó, ông đã ba lần được bầu làm Tổng thống trong các cuộc bầu cử đã bị kiểm tra vì gian lận bầu cử. Vào tháng 3 năm 2009, al-Bashir trở thành tổng thống đầu tiên bị Tòa án Hình sự Quốc tế (ICC) truy tố, với cáo buộc chỉ đạo một chiến dịch giết người hàng loạt, hãm hiếp và cướp bóc dân thường ở Darfur.
Vào tháng 10 năm 2005, chính phủ của al-Bashir đã đàm phán chấm dứt Nội chiến Sudan lần thứ hai, dẫn đến một cuộc trưng cầu dân ý ở miền Nam, dẫn đến việc tách miền nam thành một quốc gia riêng biệt của Nam Sudan. Trong khu vực Darfur, ông giám sát chiến tranh ở Darfur đã dẫn đến số người chết khoảng 10.000 người theo Chính phủ Sudan, nhưng hầu hết các nguồn cho rằng từ 200.000 và 400.000 người. Trong nhiệm kỳ tổng thống của mình, đã có một số cuộc đấu tranh dữ dội giữa Janjaweed các nhóm dân quân và phiến quân như Quân đội giải phóng Sudan (SLA) và Phong trào công lý và bình đẳng (JEM) dưới dạng chiến tranh du kích ở vùng Darfur. Cuộc nội chiến đã thay thế hơn 2,5 triệu người trên tổng số dân 6,2 triệu người ở Darfur and has created a crisis in the diplomatic relations between Sudan and Chad. Phiến quân ở Darfur mất sự hỗ trợ từ Libya sau cái chết của Muammar Gaddafi và sự sụp đổ của chế độ của ông vào năm 2011.
Vào tháng 7 năm 2008, công tố viên của Tòa án hình sự quốc tế (ICC), Luis Moreno Ocampo, đã buộc tội al-Bashir của diệt chủng, tội ác chống lại loài người, và tội phạm chiến tranh ở Darfur. Tòa án đã ban hành lệnh bắt giữ cho al-Bashir vào ngày 4 tháng 3 năm 2009 về vô số tội ác chiến tranh và tội ác chống lại loài người, nhưng phán quyết rằng không đủ bằng chứng để truy tố ông về tội diệt chủng. Tuy nhiên, vào ngày 12 tháng 7 năm 2010, Tòa án đã ban hành lệnh bắt giữ thứ hai có ba tội diệt chủng riêng biệt. Lệnh mới, giống như lần đầu tiên, đã được chuyển đến chính phủ Sudan, không công nhận nó cũng như ICC. Các bản cáo trạng không cho rằng cá nhân Bashir đã tham gia vào các hoạt động đó; thay vào đó, họ nói rằng anh ta "bị nghi ngờ là có trách nhiệm hình sự, là một đồng phạm gián tiếp". Một số chuyên gia quốc tế cho rằng không có khả năng Ocampo có đủ bằng chứng để chứng minh các cáo buộc. Phán quyết của tòa án bị phản đối bởi Liên minh châu Phi, Liên minh các quốc gia Ả Rập, Phong trào không liên kết, và chính phủ Nga và Trung Quốc.

## Tiểu sử
Al-Bashir sinh ra tại làng Hoshe Bannaga ở Sudan (thống nhất với Ai Cập vào thời điểm đó), nơi đó ông đã học tiểu học. Sau đó gia đình ông đã dời đến Khartoum, nơi ông hoàn tất chương trình học trung học. Al-Bashir nhập học Quân đội Sudan lúc còn trẻ và đã học ở Học viện Quân sự Ai Cập ở Cairo. Ông đã vươn lên nhanh chóng và trở thành một lính dù. Sau đó ông phục vụ trong Quân đội Ai Cập trong cuộc chiến tranh tháng 10 năm 1973. Tiếng mẹ đẻ của ông là tiếng Ả Rập.
Al-Bashir kết hôn với em họ mình là Fatma Khaldid. Ông cũng có vợ hai tên Widad, bà này đã có một số con với chồng đầu qua đời trong tai nạn rơi máy bay trực thăng. Al-Bashir không có con.

## Lệnh bắt và bị đảo chính
Omar al-Bashir vào giữa tháng 6/2015 tới Nam Phi tham dự hội nghị thượng đỉnh liên minh Phi Châu. Tổng thống Nam Phi Jacob Zuma trước đó đã hứa là tất cả các người tham dự được hưởng quyền miễn tố tụng. Tuy nhiên, Tòa án Hình sự Quốc tế đã ra lệnh bắt giam Al-Bashir. Nam Phi là một thành viên có bổn phận phải thi hành. Toà án ở Pretoria đã ra lệnh vào ngày 14.6.2015, Al-Bashir không được rời khỏi Nam Phi. Tuy nhiên vào ngày hôm sau ông có lẽ đã trốn về nước.
Từ tháng 12 năm 2018 trở đi, Bashir phải đối mặt với cuộc biểu tình quy mô lớn yêu cầu ông phải rời khỏi quyền lực. Kể từ ngày 11 tháng 4 năm 2019, tình trạng của Bashir với tư cách là tổng thống đã trở nên không chắc chắn sau khi nhiều nguồn tin cho thấy ông đã từ chức. Sau một cuộc đảo chính của quân đội Lực lượng vũ trang Sudan xác nhận trong một "thông báo quan trọng" trên truyền hình nhà nước. ông đã bị lật đổ. Chính quyền mới giam giữ ông trong nhà tù Khartoum khét tiếng, nơi ông từng tống giam nhiều thế hệ người chống đối suốt 3 thập niên cầm quyền của mình.
Vào tháng 8/2019 bị đưa ra xét xử với cáo buộc tham nhũng và sở hữu ngoại tệ bất hợp pháp. Trong các phiên xét xử người quản lý văn phòng tổng thống từ năm 2015-2018 thiếu tướng Yassir Bashir là người duy nhất có chìa khóa của căn phòng tiền khai "Nhiệm vụ của tôi chỉ là giao tiền mặt theo lệnh của al-Bashir".